# Eine ganz normale Familie
Eine ganz normale Familie ist das Regiedebüt des US-amerikanischen Schauspielers Robert Redford aus dem Jahr 1980. Das Drama basiert auf dem gleichnamigen Roman der US-amerikanischen Autorin Judith Guest und wurde von den Filmstudios Paramount Pictures und Wildwood Enterprises produziert. Der Film gewann bei der Oscar-Verleihung im Jahr 1981 vier Academy Awards, u. a. für den besten Film des Jahres und die beste Regie.

## Handlung
Die wohlhabende Familie Jarrett lebt in einer Villa in Lake Forrest, einem gepflegten Vorort von Chicago. Die Eltern spielen gerne Golf, der Sohn Conrad ist Mitglied im Schwimmteam seiner Schule – ganz normale Menschen möchte man meinen, wenn nicht der Tod des ältesten Sohnes Buck wie ein Fluch auf der Familie lasten würde.
Dem Zuschauer erklärt sich die Vorgeschichte erst allmählich: Bei einem Segeltörn gerieten Buck und Conrad in einen Sturm. Das kleine Segelschiff kenterte und nur Conrad überlebte. Im Anschluss plagten den Jugendlichen Schuldgefühle, die ihn zu einem Suizidversuch verleiteten. Nach vier Monaten in einer Psychiatrischen Klinik ist Conrad inzwischen wieder zu seiner Familie zurückgekehrt. Die Eingewöhnung in den Alltag fällt ihm schwer, er fühlt sich von Freunden und Eltern entfremdet, seine schulischen Leistungen lassen nach. Conrad entscheidet sich daher, sich zweimal wöchentlich mit dem Psychiater Dr. Berger zu treffen.
Conrads Eltern gehen sehr unterschiedlich mit der Situation um. Der Vater Calvin sorgt sich um seinen Sohn und möchte ihn möglichst genau verstehen, ist nach Ansicht der Mutter Beth aber zu lasch in der Erziehung. Beth, die ihren erstgeborenen Sohn über alles liebte und immer dem jüngeren vorzog, versucht hingegen, den inneren Schmerz über den Verlust ihres Lieblingskindes durch äußerliche Gefasstheit und Gefühlskälte zu überspielen. Womöglich gibt sie gar insgeheim Conrad die Schuld an Bucks Tod. Jedem Konflikt oder tiefergehenden Gespräch geht sie aus dem Weg. Ihre Kühle verstärkt noch Conrads Schuldgefühle. Schließlich sucht auch Calvin Dr. Berger auf, einerseits um ihn Näheres über das Familienleben zu schildern, vor allem aber, weil er selbst sich inzwischen von dem Verhalten seiner Frau irritiert fühlt. Er erinnert sich, wie Beth an dem Tag der Beerdigung von Buck seine Kleiderwahl kritisiert hatte, als ob dies in dem Moment das Entscheidende gewesen sei. Später schlägt Calvin seiner Frau auch eine Familientherapie vor, was sie ablehnt.
Bei Dr. Berger lernt Conrad, seinen unterdrückten Gefühlen allmählich freien Lauf zu lassen. Nach mehreren Monaten macht er leichte Fortschritte und beginnt sich mit seiner Mitschülerin Jeannine zu daten. Zunehmend eskalieren aber auch Streitigkeiten zwischen Conrad und seiner Mutter. Sie findet heraus, dass er das Schwimmteam verlassen hatte, mit dem einst sein Bruder Buck große Erfolge gefeiert hatte. Im Streit wirft Conrad seiner Mutter vor, dass sie ihn nie in der Psychiatrie besucht hat, aber Buck besucht hätte, wenn dieser an seiner Stelle in der Psychiatrie gewesen hätte. Darauf antwortet Beth kurz angebunden, dass Buck niemals in der Psychiatrie gewesen wäre.
Wenig später unternehmen Beth und Calvin auf Beths Wunsch eine Reise zu Verwandten in das sonnige Texas. Dort versucht Beth weiterhin die makellose Fassade einer „ganz normalen“ Familie zu wahren, wofür Calvin sie schließlich offen kritisiert. Während der Abwesenheit seiner Eltern erfährt Conrad, dass sich Karin, eine befreundete Mitpatientin aus der Psychiatrie, das Leben genommen hat. Kurz kommen in ihm Suizidgedanken auf, aber dann verständigt er Dr. Berger, der einer nächtlichen Sitzung zustimmt. Conrad konfrontiert sich endlich vollständig mit dem Tod seines Bruders und kann dadurch endlich aufhören, sich selbst die Schuld zu geben. Auch kommt er zum Entschluss, die Fehler seiner Mutter zu akzeptieren.
Als die Eltern zurückkehren, versucht Conrad seiner Mutter seine Zuneigung zu zeigen, doch sie reagiert nicht auf ihn. Calvin gelangt daraufhin zu der Erkenntnis, dass er seine Ehefrau nicht mehr liebt, eben weil sie den gemeinen Sohn nicht liebt. Er fragt Beth, ob sie ihn oder überhaupt jemanden lieben könne. Daraufhin zieht Beth sichtlich aufgewühlt, aber wortlos aus dem gemeinsamen Haus aus. Vater und Sohn bleiben allein zurück und geben sich gegenseitig in dieser ungewohnten Lage Halt und Kraft.

## Entstehungsgeschichte

### Vorlage und Drehbuch
Robert Redford war seit den späten 1960er-Jahren zu einem der bekanntesten Hollywood-Stars geworden. Für sein Debüt als Regisseur entschied er sich für dieses Suje, weil ihn die Familienprobleme, die in der Romanvorlage behandelt werden, sehr an seine eigene Kindheit erinnerten. Er kaufte die Filmrechte am noch unveröffentlichten Roman von Judith Guest und betraute den Drehbuchautor Alvin Sargent mit der Leinwandadaption. Der erste Entwurf des Drehbuchs zu Eine ganz normale Familie verschlang anderthalb Jahre, das Bearbeiten des zweiten Entwurfs ein weiteres Jahr. Es war sehr schwierig für Sargent, einen Roman für die Leinwand zu adaptieren, der zwar heftige Dialoge, jedoch größtenteils keine Beschreibung der Charaktere oder Details über den Ort der Handlung enthielt.

### Schauspieler
Um die Aufmerksamkeit von sich wegzulenken, entschied sich Redford dagegen, selbst eine Rolle in dem Film zu übernehmen. Gene Hackman war für die Rolle des Vaters Calvin der Wunschkandidat und mochte das Drehbuch, ihm war allerdings die Gage zu niedrig. Auch Bruce Dern und Ken Howard waren für die Rolle des Vaters im Gespräch, ehe die Wahl auf den kanadischen Schauspieler Donald Sutherland fiel. Für die Rolle des Dr. Berger wurde der Fernsehstar Judd Hirsch verpflichtet. Die Szenen mit ihm wurden in nur acht Tagen gedreht, damit es nicht zu Überschneidungen mit dem Drehplan zu Hirschs Fernsehserie Taxi kam.
Bevor Robert Redford Mary Tyler Moore für die Rolle der Mutter verpflichtete, hatte der Regisseur mit dem Gedanken gespielt, Lee Remick für die weibliche Hauptrolle zu besetzen. Moore war zu dieser Zeit in den USA ein sehr populärer Sitcom-Star (Mary Tyler Moore Show) und besaß dadurch ein liebenswertes, witziges Image, sodass ihre Rollenwahl einer lieblos wirkenden Mutter in diesem Film viele Zuschauer überraschte. In einer Parallele zur Filmhandlung starb Mary Tyler Moores 24-jähriger Sohn Richie nur einen Monat nach dem Kinostart des Films. Sein Tod, durch seine eigene Waffe verursacht, wurde zumindest offiziell als Unfall deklariert.
Timothy Hutton hatte zuvor in mehreren Fernsehproduktionen gespielt, aber die Rolle des Conrad in Eine ganz normale Familie stellte sein Debüt als Kinoschauspieler dar, für das er gleich den Oscar erhalten sollte. Zuvor hatte unter anderem der damals noch unbekannte Michael J. Fox um die Rolle beworben. Kurz vor Beginn der Dreharbeiten starb Huttons Vater, der Schauspieler Jim Hutton, im Alter von 45 Jahren. Timothy Hutton erklärte aber, dass er diesen persönlichen Schicksalsschlag nicht als Basis für Conrads Depressionen verwendete. Elizabeth McGovern war während der Dreharbeiten Studentin an der renommierten Juilliard School of Dramatic Art in New York. Die Schule erlaubte es McGovern, im Film mitzuspielen unter der Bedingung, dass sie erst Freitagabend für die Dreharbeiten nach Chicago reiste und sonntags wieder in der Schule war, so dass die Szenen mit ihr nur samstags gedreht werden konnten. Es war das erste Mal, dass die Juilliard School einer Schülerin während der Schulzeit gestattete, an Dreharbeiten zu einem Film teilzunehmen.

### Dreharbeiten
Redford hatte anfangs Schwierigkeiten gehabt, die Finanzierung des Filmes auf die Beine zu stellen, vor allem weil das Thema des Filmes sowie die Figur der Mutter als zu düster und unkommerziell gesehen wurden. Das Budget lag schließlich bei eher bescheidenen sechs Millionen US-Dollar. Die Dreharbeiten begannen im Herbst 1979 und zogen sich bis in das neue Jahr.
Die finale Szene im Esszimmer wurde ursprünglich mit Donald Sutherland und Mary Tyler Moore gedreht. Aber während der Film geschnitten wurde, hatte Sutherland den Eindruck, dass Calvin zu sehr weinte und er die Szene ruiniert hätte. So drehten er und Regisseur Robert Redford die Szene noch einmal, ohne Mary Tyler Moore, die zu dieser Zeit Theater in New York spielte und keine Zeit für einen Nachdreh hatte. Redford las Moores Part hinter der Kamera, während Sutherland dazu vor der Kamera agierte.
Das Kostüm von Dinah Manoff, welche die Nebenrolle der Karen übernahm, stammte von Kostüm-Designer Bernie Pollack. Pollack hatte beim Einkaufen ein Mädchen gesehen, das, wie er glaubte, den perfekten Look für Karens Charakter hatte. Pollack sprach sie an und versprach ihr zwanzig US-Dollar, für die sie jedes Outfit kaufen konnte, das sie wollte, vorausgesetzt das Mädchen gab dem Modedesigner die Kleidung, die sie gerade trug.
Gedreht wurde vor allem an originalen Schauplätzen in und um Chicago. Die Szene im Restaurant zwischen Conrad und Karen, seiner Freundin aus dem Krankenhaus, wurde in Wilmette, Illinois, im Original House of Pancakes gedreht. Eine Fotografie Robert Redfords, die während der Dreharbeiten entstand, hängt heute über der Speisekarte im vorderen Eingangsbereich. Bei der Schule, die für die Filmaufnahmen ausgesucht wurde, handelt es sich um die Lake Forest High School. Sie hat sich bis heute kaum verändert und dient immer noch als öffentliche Schule. Die Schwimmhallen-Szenen entstanden jedoch an einem College in der Umgebung, weil die Halle der Lake Forest High School für das nötige Filmequipment nicht groß genug war.

## Rezeption

### Einspielergebnis
Eine ganz normale Familie spielte alleine in Nordamerika mit rund 55 Millionen US-Dollar etwa das Neunfache seines Produktionsbudgets wieder ein. Insgesamt wurden die weltweiten Einnahmen später auf rund 90 Millionen US-Dollar geschätzt. Somit bildete das Drama einen erfolgreichen Startpunkt für die weitere Regielaufbahn von Redford.

### Kritiken
Redfords Regiedebüt wurde im Allgemeinen mit guten Kritiken bedacht. Bei Rotten Tomatoes hat es, basierend auf 103 Kritiken, eine positive Wertung von 89 %. Roger Ebert schrieb, der Film handele von den „Komplexitäten der Liebe“ in verschiedenen Formen. Redford habe ihn realistisch in ein wohlhabendes Vorstädtemilieu eingebettet, gegen das aber keine „billigen Schüsse“ gemacht würden. Jede der Hauptfiguren werde differenziert gezeigt und der Film schaffe es, deren Veränderungen, Wachsen, Anpassungen oder auch Nicht-Anpassungen glaubwürdig darzustellen.
Das Lexikon des Internationalen Films schreibt von einem „...besonders in der Schauspielerführung beachtliches Regiedebüt des Schauspielers Redford, zwar oft zu melodramatisch, doch zum Nachdenken anregend.“ Der Filmdienst, von dem das Lexikon des Internationalen Films ansonsten oftmals komplett Kritiken übernimmt, ist einhelliger positiv und ergänzt, es sei „kein psychologisierendes, sondern durch behutsame Beschreibung aufdeckendes Drama“.

### Auszeichnungen
1981 zählte Eine ganz normale Familie mit sechs Nominierungen zum erweiterten Favoritenkreis der Oscar-Verleihung. Nachdem Robert Redfords Werk zwei Monate zuvor mit fünf Golden Globes ausgezeichnet worden war, setzte sich das Drama in der Oscar-Nacht u. a. gegen Martin Scorseses Wie ein wilder Stier und David Lynchs Der Elefantenmensch durch und wurde mit vier Oscars prämiert. Neben den Kategorien Bester Film, Beste Regie und Bestes adaptiertes Drehbuch schrieb Nebendarsteller Timothy Hutton mit seinen zwanzig Jahren als der jüngste Preisträger in der Kategorie Bester Nebendarsteller Oscar-Geschichte.
Oscar 1981
- Bester Film
- Beste Regie (Robert Redford)
- Bestes adaptiertes Drehbuch (Alvin Sargent)
- Bester Nebendarsteller (Timothy Hutton)

Nominiert in den Kategorien
- Beste Hauptdarstellerin (Mary Tyler Moore)
- Bester Nebendarsteller (Judd Hirsch)

British Academy Film Awards 1982
- nominiert in der Kategorie Beste Hauptdarstellerin (Mary Tyler Moore)

Golden Globe Awards 1981
- Bester Film – Drama
- Beste Regie (Robert Redford)
- Beste Hauptdarstellerin (Mary Tyler Moore)
- Bester Nebendarsteller (Timothy Hutton)
- Bester Nachwuchsdarsteller (Timothy Hutton)

Nominiert in den Kategorien
- Bester Hauptdarsteller (Donald Sutherland)
- Bester Nebendarsteller (Judd Hirsch)
- Bestes Drehbuch (Alvin Sargent)

Weitere
Awards of the Japanese Academy 1982
- nominiert als bester ausländischer Film

Directors Guild of America Award 1981
- Beste Regie

Kansas City Film Critics Circle Awards 1981
- Bester Film

Los Angeles Film Critics Association Awards 1981
- Bester Nebendarsteller (Timothy Hutton)

National Board of Review Awards 1980
- Bester englischsprachiger Film
- Beste Regie

New York Film Critics Circle Awards 1980
- Bester Film

Writers Guild of America Awards 1981
- Bestes adaptiertes Drehbuch